# ジャガー・XJR-14
ジャガー・XJR-14は、グループCカー規定がそれまでの燃費フォーミュラルールから、F1と同一のエンジン規定に変更された1991年にジャガーが使用したグループCマシン（競技専用車）である。ジャガーの実際のグループC活動はトム・ウォーキンショー・レーシング（TWR）が行っており、マシンもTWRで製作されている。ロス・ブラウンが設計を担当した。

## マシン概要
モノコックはカーボン製でマーチへ外部発注されたもの。サスペンションは前後ともオーソドックスなプッシュロッド式のダブルウィッシュボーン式サスペンションでタイヤはグッドイヤーを使用。ブレーキローターはカーボン製である。
シャシはフロントカウルを外すと通常存在するべきシャシの構造材がこれには殆ど見られず、その代わりクワガタムシのように左右のタイヤハウス前に突き出したカーボンコンポジット素材の小さい構造物が見られる程度である。
またドアが存在しないことも特徴である。滴形のキャビンの横側に脱着可能な樹脂製の窓があり、それを外して乗降する。開口部がかなり狭く、乗降性は劣悪なものであった（ただし非常時にレスキュー隊がドライバーを救出するのに備え、キャビン前部のシールドはいくつかの留め具を外すことで取り外すことができた）。このため大柄な体格のドライバーを拒絶し、体がマシンに入らなかったジョン・ニールセンはジャガーと契約を行わなかった。
エンジンは当時のジャガーはフォードの傘下企業であったためフォーミュラ1で使用していたエンジンであるフォード・コスワース・HBエンジンを転用することができた。その中でも信頼性のある通称“シリーズ5”と呼ばれるエンジンにジャガーのカムカバーをつけ、ジャガーV型8気筒とした。開発、メンテナンスはコスワースではなくTWR自ら行っている。XJR-14に搭載するにあたりTWRは、最高出力よりも中・低回転域のトルクを重視して開発している。また、当時のフォーミュラ1エンジンの点火装置がダイレクトイグニッションが主流となる中HBエンジンは依然としてディストリビューターを使用していたが、TWRはダイレクトイグニッションに点火装置を変更している。
ECUもフォード製を使用するHBエンジンに対し、ジャガーV型8気筒はボッシュ製のモトロニックMP1.8を使用している。

## スポーツカーの皮を被ったF1
XJR-14は、その公表前からロス・ブラウンが「スポーツカーの形をしたフォーミュラマシン」と語っていたことから「スポーツカーの皮を被ったF1」、「2座席のF1」などと形容されるようになった。
モノコックの形はサイドシルが薄く高いバスタブ型で、フォーミュラカー的にコンパクトであるため、剛性を持たせつつ攻めた空力設計や大幅な仕様変更が可能になっている。
モノコック天端から窓下端まで余裕が在るにもかかわらず、ドアサイズのSWCのレギュレーションが前後寸法と上部を規定するのみだったことからあえて窓のみを脱着式としている。性能に特化した思想がうかがえる。。
フロントサスペンションにロール剛性の高いトーションバー・スプリングを採用、水平マウントされたダンパーをアンチロールバーで繋ぎノンロール化している。トーションバースプリングは1980年代後半のF1では、1988年にミナルディ・M188が採用し、翌1989年にはフェラーリ・640でも採用されている。このうちM188はトーションバースプリング、水平マウントされたダンパー、ダンパーをアンチロールバーで繋ぎノンロール化している点などでXJR-14と共通している。
フロントサスペンションをノンロール化するメリットは、マシンフロント部分の姿勢を一定の状態に保ち、アンダーフロアの気流を安定させることにある。コーナーでマシンがロールするとアンダーフロアで発生するダウンフォースのバランスが崩れ、マシンの挙動の安定性が失われタイムロスの原因となる。ノンロール化することでアンダーフロアで発生するダウンフォースの量が変化することを防ぎ、空力性能を向上させることができる。
リアサスペンションは当時のフォーミュラカーで一般的な、コイルスプリングをトランスミッション上部に縦置きにしたプッシュロッド式。トランスミッション側面にコイルスプリングを配置するレイアウトよりもラジエーターの排熱を阻害しないという利点がある。
リアセクションのレイアウトにはこれまでのグループCカーでは見られない特徴がある。
XJR-14のリアセクションはエンジン-トランスミッション-デファレンシャルギヤというレイアウトになっている。このレイアウトは1980年代後半のF1では、1988年にウィリアムズ・FW12、ベネトン・B188で、リアディフューザーをより理想的なデザインにできる方法として採用された。この方法は注目を浴び、翌1989年には流行となり多くのチームがこれに倣い当時アロウズのデザイナーだったブラウンもアロウズ・A11でこのレイアウトを採用している。このレイアウトでは同時にトランスミッションを横置きにすることが多く、ブラウンもA11では横置きのトランスミッションを試みているが、開発期間の短かったXJR-14では従来からある縦置きのトランスミッションとしている。
燃費規制のあったWSPC時代の空力では、まず空気抵抗を低減をはかり、その中でダウンフォースを獲得する方法が考えられたが、燃費規制のないSWCでは、より積極的にダウンフォースを獲得する方向へシフトした。フロントのダウンフォースは、これまでのグループCカーはフロントカウル上面と、下面にポルシェ・ハンプもしくは小規模なフロントディフューザーで獲得していたが、XJR-14ではフロントフェンダーを前方に延長し、その延長部分をつなぐかたちでフォーミュラカーのようなフロントウイングを設けてダウンフォースを得ている。

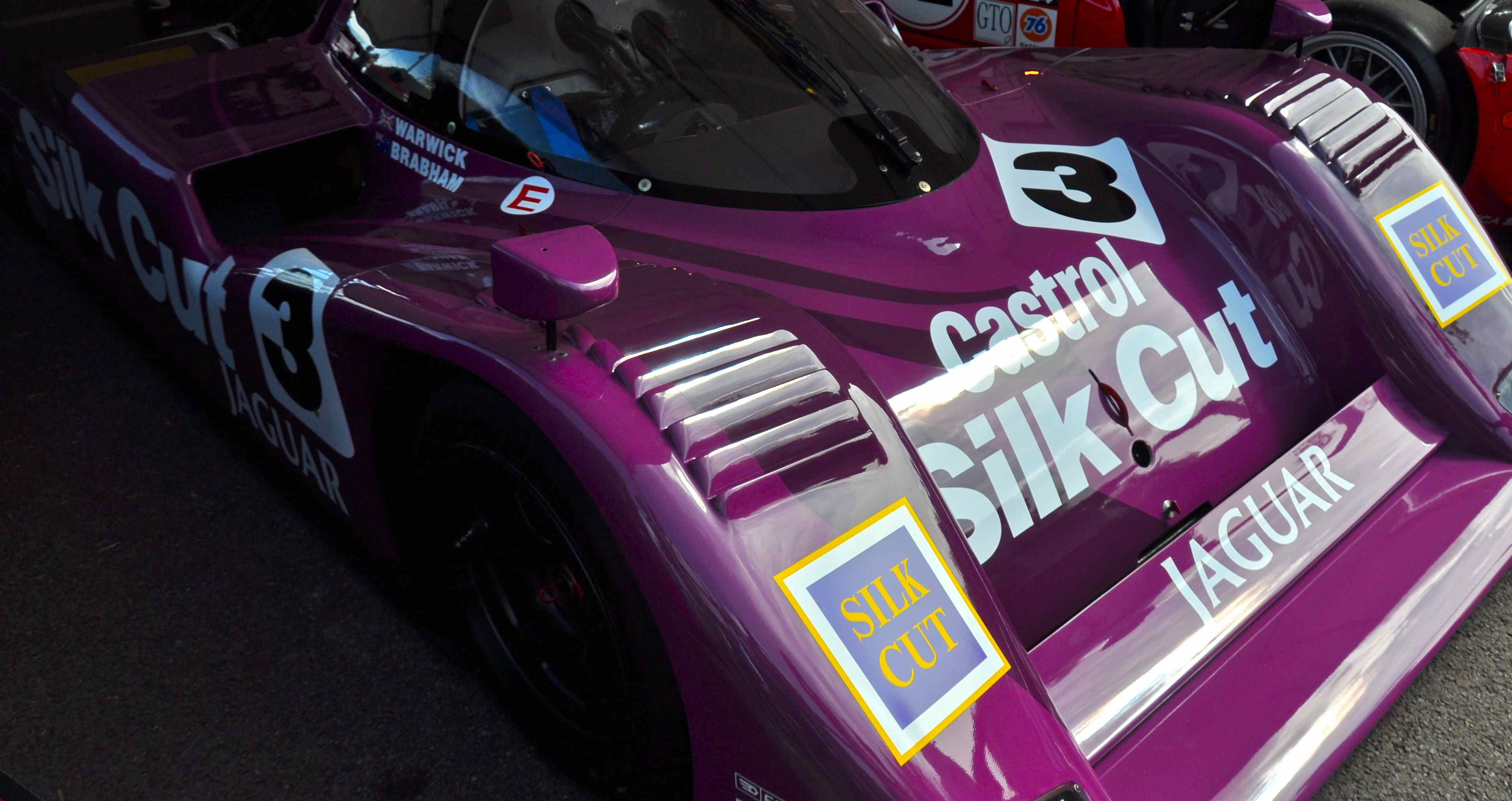
XJR-14

リアダウンフォースは、前述のリアレイアウトの採用によって、これまでのグループCカーよりも理想的なデザインになったディフューザーと、大型の二段式リアウイングでダウンフォースを得ている。F1の二段式リアウイングの下段部分はディフューザーに対してのフラップとしても作用しアンダーフロアの気流の吸い出しを促進する機能を有するが、ブラウンはXJR-14にこれを取り入れディフューザーの能力を最大限引き出すことに成功している。
「これは外観的にはスポーツカーだが、アウターボディを外せば2座席のF1マシンに他ならないことがわかるはずだ。デザインもシングルシーターを作るのと同じ考えで着手した」とブラウンはXJR-14のシェイクダウン時に語っている。

## 戦績

### 1991年
XJR-14の開発・製作は遅れ、3月中旬になってようやくシルバーストン・南コースでシェイクダウン・テストが行われた。テオ・ファビのドライブにより58秒4のタイムを記録した。これは同時期にベルトラン・ガショーがジョーダン・191で記録した57秒9からコンマ5秒落ちのタイムであった。
TWRジャガーは1991年のSWCに2台体制で参戦した。ドライバーは開幕直前までデレック・ワーウィック、テオ・ファビ、ジョン・ニールセンとアナウンスされていたが、ニールセンが外れマーティン・ブランドルがかわりに名を連ねた。
開幕戦の鈴鹿でXJR-14は圧倒的な速さを披露した。予選で3号車が2位のプジョー・905に約2秒半の差をつけてポールポジションを奪った。4号車は予選6位につけた。レースはジャガー、メルセデス、プジョーの新規定車の中でただ1台生き残ったプジョー・905が優勝。ジャガーは4号車はリタイア。3号車もトラブルから非完走扱いとなったもののファステスト・ラップを記録した。
第2戦モンツァでは4号車、3号車の順で予選1-2。4号車から予選3位のプジョーまでは4秒以上の差がついている。レースでは3号車がストップ・アンド・ゴーのペナルティを受けながらも全車周回遅れにしての圧勝。4号車も1回目のピットストップの際にエンジンが再始動せず、3周遅れの13位まで後退するが盛り返して2位入賞。ジャガーは1-2フィニッシュを達成した。
第3戦シルバーストンでも予選で1位、2位の上位独占。ポールポジション獲得の4号車から予選3位のプジョーまでは4秒近いタイム差がついている。レースは4号車が再び全車周回遅れにして優勝。3号車はレース序盤にスロットルワイヤーを切断するトラブルでトップから6周遅れとなるが3位にまで挽回して表彰台を獲得した。
シルバーストンの後、第4戦としてポール・リカールでのレースが予定されていたが開幕前にキャンセルされ、ル・マン24時間レースが第4戦として開催された。
TWRはル・マンにはスプリント・レース用のXJR-14ではなく、耐久レース用のXJR-12をエントリーさせていたがFISAからの要請で1台のみXJR-14をエントリーさせた。予選のみの出走でメルセデス・ベンツ・C11に次ぐ予選2位を記録した。

公開車検でアンダーパネル計測のためマシンがリフトアップされた際に、TWRのメカニックがXJR-14を取り囲んでアンダーパネルを撮影しようとするカメラマンたちの撮影を妨害していたという。
ル・マン終了後の第5戦ニュルブルクリンクでジャガーはフロントロウを独占。しかしプジョーが905に大幅なモディファイと軽量化を施し、メルセデスも軽量化されたC291をそれぞれ登場させ、XJR-14との性能差を大幅に詰めてきた。2台のプジョーはポールポジションの3号車とのタイム差が1秒を切り、予選5位。6位のメルセデスも3号車との差が2秒を切っていた。

レースはジャガー、メルセデス、プジョーの三つ巴の戦いとなったが、メルセデス、プジョーは全滅。ジャガーが3位のポルシェに6周差をつけてシーズン2度目の1-2フィニッシュ。このレースからブランドルにかわって第3ドライバーとしてチームに加入したデビッド・ブラバムは3号車、4号車両方のマシンのセカンドドライバーを務め、表彰式では優勝した3号車のドライバーとして表彰台に登った。
ニュルブルクリンクの後、ヘレス、モントリオールでのレースが予定されていたがキャンセルされ、ポール・リカールの代替レースとしてマニクールで第6戦が開催された。
そのマニクールでは地元のプジョーが予選で1位、2位を独占。3位にはメルセデスが入り、ジャガーは予選4位、5位に沈んだ。2台のジャガーはポールポジションのプジョーから約1秒半も遅いタイムしか出せなかった。レースでもプジョーが速く1-2でシーズン初優勝を飾った。ジャガーは4号車が2周遅れの4位。3号車は給油時に火災を起こし、さらにその後スピンでタイムロスし7周遅れの5位に終わった。
第7戦メキシコでもジャガーは不振で3号車は予選4位、4号車は予選5位。予選4位の3号車はポールポジションのプジョーから約1秒半の遅れ。4号車はオイル漏れが見つかりレースには出走せず3号車のみがレースを走った。レースはプジョーが2戦連続の1-2を達成。3号車はピットストップ時にスターターモーターの不具合でタイムロスし6周遅れの6位に終わった。しかし6ポイントを獲得したジャガーはチーム・タイトルの獲得を決めた。
最終戦オートポリスで、リアダンパーにもアンチ・ロールバーを装備したXJR-14は3レースぶりにポールポジションを4号車が獲得。3号車は予選4位に入った。レースはメルセデスがシーズン初優勝。ジャガーは3号車が2位、4号車も3位入賞し、2台とも表彰台を獲得した。ドライバー・タイトルはシーズン1勝ながら、確実に上位入賞を重ねたファビが獲得した。
オートポリスの1週間後、TWRは全日本スポーツプロトタイプカー耐久選手権（JSPC）の最終戦菅生500マイルにサンテック・レーシング名義で出場した。サンテックは1991年のJSPCにXJR-11を使用して参戦しており、菅生500マイルのみTWRが出場することになった。予選ではファビ、ブラバムの乗る18号車がポールポジションを、マウロ・マルティニ、ジェフ・クロスノフの乗る17号車も予選2位に入った。ポールポジションの18号車から予選3位のトヨタ・91C-Vまでは2秒弱の差がついている。
レースは、開始早々にジャガーが1-2体制を築き圧倒的なペースでレースを進めた。スプリント仕様のXJR-14が500マイル（約800km）を走りきれるのかに注目が集まったが、18号車が2位の91C-Vに4周差をつけて完勝。レース終盤まで18号車に次ぐ2位につけていた17号車はレース終了まで残り18周となった198周目にハブベアリングのトラブルによりピットインし9位に終わった。
シーズン終盤になってTWRは来シーズン用に複数のプライベートチームにXJR-14の売却を打診している。その中には日本のトラスト・レーシングの名前も挙がっていたが実現せずに終わった。
マツダが1992年のSWC、JSPC用のNA3.5リットルマシン用にXJR-14のシャシをTWRから購入した。ナイジェル・ストラウドによるとTWRから100万ポンドで売りに出ていたという。

### 1992年
TWRは前年限りでスポンサーを降りたシルクカットに代わる新スポンサーを獲得し、1992年もSWCに参戦する意向を持っていたが、結局新しいスポンサーを獲得することができずSWC参戦を断念。RMモータースポーツというチームがTWRに代わってXJR-14を走らせる計画を立てSWCにエントリーするが、資金を確保できず中止された。TWRはXJR-14をIMSAシリーズに転用することにした。
IMSA仕様のXJR-14は、リヤウィングをより高い位置に取り付けるためコックピット上部にコブを設け頭頂高を稼いでいる。SWC仕様のXJR-14では窓を外してコックピットに乗り込んでいたが、IMSA仕様ではヒンジが設けられ窓を開閉して乗降するようになった。またIMSAのレギュレーションに合わせて消音マフラーを装着し、燃料タンクの容量を120リットルに変更した。
XJR-14は第2戦マイアミでIMSAにデビューした。ドライバーは前年に引き続いてデイビー・ジョーンズのみの1台体制である。レースはリタイアに終わったものの、コースレコードを約3秒も短縮してのポールポジション獲得は、IMSAシリーズにおいてもXJR-14が高いポテンシャルを保持していることを示すものであった。ただ日産がXJR-14から1秒を切るタイムで予選2位に入っており、SWC参戦時のような圧倒的なタイム差をつけるまでには至っていない。
第3戦セブリング12時間レースをXJR-12で戦った後、第4戦ロードアトランタでXJR-14は再びコースレコードでポールポジションを獲得。レースでも全周回トップを譲ることなく優勝。パーフェクトウィンを達成した。
第5戦ライムロックでもポールポジションを獲得。しかしレースは19周目にサスペンションを壊して18位に終わった。
第6戦ミドオハイオからこれまで使用していた791に代わって691のモノコックをリニューアルした192を使用することになった。レースでは再びポールトゥウィンを達成した。
第7戦ニューオリンズからIMSAは速すぎるXJR-14に対して最低重量を1,650ポンド（約748kg）から1,700ポンド（約771kg）に引き上げる措置を取った。そのニューオリンズでXJR-14はシーズンで初めてポールポジションを失い、レースでも4位に終わった。優勝はAARのイーグル・MkIII/トヨタで、トヨタはマニュファクチュアラー・ポイントでジャガーを抜いてトップに立った。
第8戦ワトキンズグレンでXJR-14は2戦ぶりにポールポジションを獲得するが、レースではトヨタに敗れ3位に終わった。
第9戦ラグナ・セカでTWRはジョーンズに加えて、591をアリー・ルイエンダイクに任せて2台体制でトヨタに対して反撃を図った。しかしポールポジションをトヨタに奪われ、レースでもトヨタに1-2フィニッシュを許し惨敗。優勝したファン・マヌエル・ファンジオ2世がジョーンズに代わりドライバー・ポイントのトップに立った。
第10戦以降TWRはジョーンズの1台体制に戻したがトヨタを止めることができず、第7戦ニューオリンズから最終戦デル・マーまでトヨタに7連勝を許し、タイトルを獲得することは出来なかった。
XJR-14がIMSAシリーズで成功できなかった事については、XJR-14の硬いサスペンションセッティングが理由に挙げられている。AARのダン・ガーニーはシーズン終了後のインタビューで、開幕戦のデイトナ24時間でTWR USAのトニー・ドウが、XJR-14は「アメリカのようにサーキットの路面がラフなところでは持たない」のでIMSAでは使用しないと話していたことを明かした。ガーニーは、ドウがXJR-14を使用しないということについては嘘をついたが、XJR-14がラフな路面では持たないと語ったことについては正しかったとしている。
また、ドライバーのデイビー・ジョーンズも「路面のバンプはXJR-14というマシンが一番好まないもの」と語っている。

## シャシー略歴
591
1991年開幕戦鈴鹿でデビュー。第2戦モンツァでXJR-14の初優勝を記録。第4戦ル・マンまで3号車として使用。以降Tカー。1992年シーズン後半になって再び使用されるようになり、2台エントリーのIMSA第8戦ラグナ・セカでルイエンダイク車として使用。第11戦ロード・アメリカでウォームアップラン中にスピンし大破。退役。
691
192
1991年鈴鹿でデビュー。シーズンを通して4号車として活躍。第3戦シルバーストンで優勝。JSPC第7戦菅生500マイルで優勝。1992年ASTECでモノコックを改修、192に改番しIMSAに参戦。第5戦ライムロックで大破した791に代わって主力車両として活躍。IMSA初戦の第6戦ミドオハイオで優勝。以降4度の表彰台獲得。後、WSC95にリビルド。
791
1991年、第5戦ニュルブルクリンクから3号車として使用。ニュルブルクリンクでデビューウィン。JSPC菅生で9位。1992年はIMSAに参戦。第4戦ロードアトランタでポールトゥウィン。第5戦ライムロックでスピンし大破。退役。
X91
2003年のTWR破産・清算時に、コレクターの希望でASTECで新規生産されたモノコック。イベントやヒストリックグループCレース等に頻繁に顔を見せる。

## 派生していった車両
ジャガー・XJR-14はジャガーが製造したわけではなく、TWRにより作成された車両である。その結果、その後ル・マン24時間に参戦するチームへ供給されることとなる。
マツダ・MX-R01
エンジンはマツダMVで、これはマツダによる改良が一部加えられた、エンジン・ディベロップメント（ジャッド）のV型10気筒エンジン・ジャッドGVであった。
ポルシェ・WSC95
グループC崩壊後、オープンスタイルのプロトタイプマシンIMSA-WSCが登場、現在のLMPの基礎を築いた。この規定に合わせポルシェ・ワークスはXJR-14のモノコックとポルシェ・962Cの駆動系を流用したWSC95を開発した。当初1995年のデイトナ24時間、セブリング12時間、ル・マン24時間に参加すべく製作したが、直前にターボ車のエアリストリクター径が縮小されるように規則が改正され出力が大幅ダウンすることとなり、ポルシェは撤退した。お蔵入りしたWSC95だが、翌年プライベーターのヨーストレーシングの手に渡り、1996年、1997年のル・マン24時間レースを連覇した。1998年仕様はLMP1-98とした。